# Bruno Arcari (calciatore)
Bruno Arcari (Casalpusterlengo, 15 settembre 1915 – Varese, 10 dicembre 2004) è stato un calciatore e allenatore di calcio italiano, di ruolo attaccante, utilizzato come mezzala.
Era il fratello minore dei calciatori Carlo, Angelo e Pietro e per questo viene detto Arcari IV. Alla sua memoria è stata intitolata la tribuna d'onore dello Stadio Franco Ossola di Varese.

## Carriera

### Calciatore

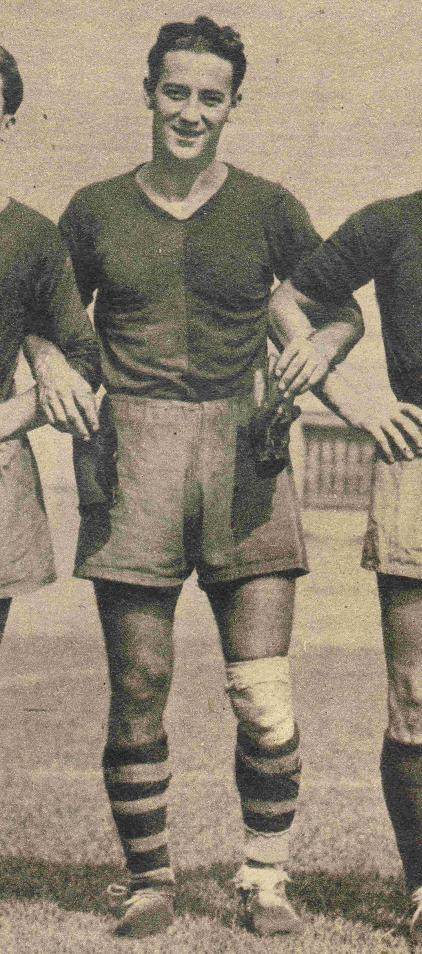
Bruno Arcari con la maglia del Genova 1893

Esordì a 15 anni nel Codogno, in Prima Divisione (terza serie), giocando al debutto nel ruolo di terzino. Dopo due stagioni nella squadra del paese natale, nel 1933 fu acquistato dal Livorno per 10.000 lire. Debuttò in Serie A a diciotto anni, il 1º ottobre 1933, a Milano contro il Milan del fratello Pietro (3-1 per i rossoneri). Con gli amaranto disputò 6 stagioni, di cui 4 in Serie A e 2 in Serie B.
Nel 1939 si trasferì al Genova 1893, che aveva appena ceduto il fratello Pietro alla Cremonese, prima di passare al Milano, dove rimase una sola stagione, indossando la fascia di capitano.
Nel 1941 passò al Bologna (dove un infortunio al ginocchio ne compromise la carriera in Nazionale e nel club) e poi al Brescia. Nel 1944 disputò il Campionato Alta Italia con la Cremonese e quindi il Torneo Benefico Lombardo 1944-1945 nuovamente nelle file del Milano.

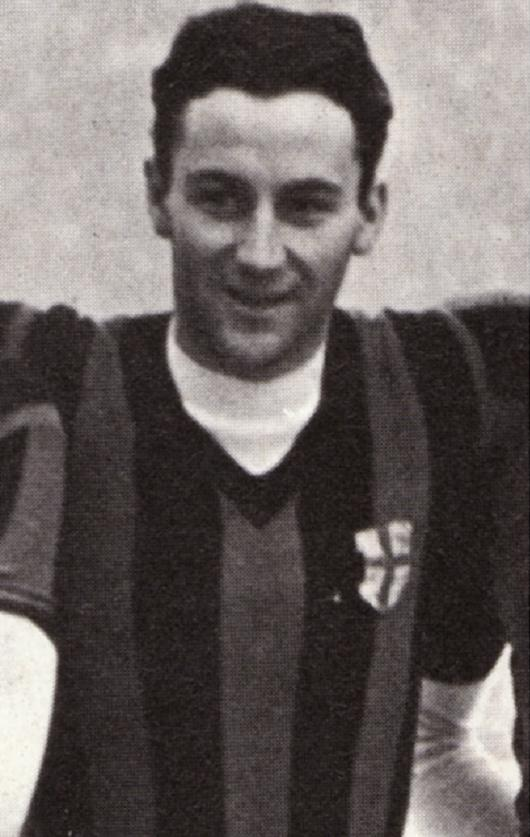
Bruno Arcari con la maglia del Milano

Dopo il termine della seconda guerra mondiale tornò al Bologna per fine prestito; con i felsinei disputò la Divisione Nazionale del 1945-1946 e altri due campionati di massima serie.
Nel 1948 scese in Serie B con la Reggiana e l'anno seguente si trasferì all'Arsenaltaranto. Dopo la retrocessione in Serie C nel 1950 e altri due campionati di terza serie a Taranto e uno al Piacenza, passò alla Gallaratese, in qualità di allenatore/giocatore, dove chiuse la carriera agonistica.
In totale Arcari disputò 220 partite in Serie A, realizzando 51 gol. La stagione in cui realizzò più reti in campionato fu la 1936-1937 al Livorno, con 30 gol in 29 partite, che gli valsero il titolo di capocannoniere di Serie B. La stagione più prolifica in Serie A, invece, fu il 1939-1940 con il Genova 1893, quando segnò 11 reti.
Arcari disputò anche una partita in Nazionale, il 3 marzo 1940 a Torino, in amichevole contro la Svizzera (1-1).

### Allenatore
Dopo aver smesso con il calcio giocato, Arcari intraprese la carriera di allenatore, ruolo che aveva già ricoperto nelle stagioni a Reggio Emilia, Taranto, Piacenza e Gallarate. Inizialmente fu allenatore in seconda nel Milan nelle stagioni 1954-1955 e 1956-1957, prima di passare in quello stesso anno al Monza. In seguito guidò diverse squadre in Serie B e C (Messina, Catanzaro, Lucchese, Parma e Triestina) e anche il Varese in Serie A nel 1967-1968, dopo la promozione conquistata nel 1966-1967. Nel dicembre 1969 subentrò ad Enrico Radio alla guida del Piacenza in Serie B, ma non evitò la retrocessione in Serie C. Riconfermato per la stagione successiva, venne esonerato nel febbraio del 1971 per motivi di salute.
Il Genoa lo ha inserito nella sua Hall of Fame.

## Statistiche

### Cronologia presenze e reti in nazionale
| Cronologia completa delle presenze e delle reti in nazionale ― Italia | Cronologia completa delle presenze e delle reti in nazionale ― Italia | Cronologia completa delle presenze e delle reti in nazionale ― Italia | Cronologia completa delle presenze e delle reti in nazionale ― Italia | Cronologia completa delle presenze e delle reti in nazionale ― Italia | Cronologia completa delle presenze e delle reti in nazionale ― Italia | Cronologia completa delle presenze e delle reti in nazionale ― Italia | Cronologia completa delle presenze e delle reti in nazionale ― Italia |
| Data                                                                  | Città                                                                 | In casa                                                               | Risultato                                                             | Ospiti                                                                | Competizione                                                          | Reti                                                                  | Note                                                                  |
| --------------------------------------------------------------------- | --------------------------------------------------------------------- | --------------------------------------------------------------------- | --------------------------------------------------------------------- | --------------------------------------------------------------------- | --------------------------------------------------------------------- | --------------------------------------------------------------------- | --------------------------------------------------------------------- |
| 3-3-1940                                                              | Torino                                                                | Italia                                                                | 1 – 1                                                                 | Svizzera                                                              | Amichevole                                                            | -                                                                     |                                                                       |
| Totale                                                                |                                                                       | Presenze                                                              | 1                                                                     |                                                                       | Reti                                                                  | 0                                                                     |                                                                       |

## Palmarès

### Giocatore

#### Competizioni nazionali
- Serie B: 1

Livorno: 1936-1937
- Coppa Alta Italia: 1

Bologna: 1945-1946

#### Individuale
- Capocannoniere della Serie B: 1

1936-1937 (30 gol)